# Min pige er så lys som rav
 Der er for få eller ingen kildehenvisninger i denne artikel, hvilket er et problem. Du kan hjælpe ved at angive troværdige kilder til de påstande, som fremføres i artiklen.

"Min pige er så lys som rav" er en dansk sang med tekst af Helge Rode og musik af Carl Nielsen.
Sangen kendes også som "Prinsesse Tove af Danmark" eller "Prinsesse Tove".
Sangen er skrevet til skuespillet Moderen i 1920.
Anledningen var Genforeningen.
To andre populære stykker fra skuespillet er Som en rejselysten flåde og Tågen letter for fløjte og harpe.

## Tekst
Teksten har en kvindeskikkelse som hovedmotiv som en anden af Carl Nielsens sange: "Den milde dag er lys og lang" fra Fynsk Foraar fra 1921.
Teksten har 5 strofer, hvor hver strofe har 5 verselinjer og krydsrimet efter skemaet aBaBc. Stavelsesskemaet er 8.7.8.7.7. 
Hver strofe afsluttes med linjen "Prinsesse Tove af Danmark!".
Prinsesse Tove er Valdemar Atterdags elskerinde, som dog ifølge Georg Metz efter alt at dømme var Valdemar den Stores elskerinde.
I skuespillet er det "Skjalden", der synger sangen.

## Musik
Melodien er skrevet i en letflydende 6/8-takt men afsluttes  i 4-delt taktart, hvor der synges 'Prinsesse Tove af Danmark'.
Den melodiske rytme i sangen er forholdsvis simpel; næsten alle takterne i 6/8-delen består er en fjerdelsnode, en ottendedelsnode, en fjerdedelsnode og ottendedelsnode.
Melodien begynder med et faldende motiv. 
Nielsens otte første toner i sangen følger otte toner i melodien til "He shall feed His flock like a shepherd" fra Händels Messias.

## Vurderinger, udgivelser og indspilninger
Melodien er en af Nielsens allermest kendte og iørefaldende,
og er med i flere populære sang- og melodibøger: Folkehøjskolens Melodibog, 555 sange for folkeskolen  og Edition Wilhelm Hansens Sangbogen.
Sangen findes i flere indspilninger blandt andet med tenoren Adam Riis og Odense Symfoniorkester,  Barytonen Bo Skovhus og Radiosymfoniorkesteret,
tenoren Mathias Hedegaard og DR Radiounderholdningsorkestret, , 
tenoren Aksel Schiøtz,
Tonny Landy,
Ars Nova, Erik Grip og Marie Carmen Koppel, Mads Bærentzen & Peter Vuust.
Musica Fictas indspilning er med arrangement af Bo Holten og udgivet i værket Den danske sangskat.